# ブロンクスの近隣住区の一覧
ブロンクスの近隣住区の一覧は、ニューヨーク市の行政区の一つであるブロンクス区の近隣住区を並べた一覧である。

## 概要
この一覧の多くの近隣住区の名前は基本的に歴史的な正統性や知名度に基づいているが、一部の近隣住区名は必ずしもそうではない。例えば、East 213th Street & White Plains Roadの住人の一部はその場所を"Williamsbridge"ではなく単に"Gun Hill Road"（近くの大通りの名前）と呼ぶ。それに対して、Riverdale、Throggs Neckやその他の地区はより知名度が高く定着している。Riverdaleは巨大な豪邸や公共施設（地下鉄、通勤鉄道、およびハドソン川の眺め）のある上流階級が住むエリアとして知られている（かつてはジョン・F・ケネディも住んでいた）。Throggs Neckにはその名前を冠する橋があり、ロングアイランド湾岸の地域として知られており、その地区名は有名である。

## ブロンクスの地域
一般的に、ブロンクスの地域の分け方は二つの主要な方法があり、その両方が同時に用いられることはない。
一つ目の方法は、二つの区分法のうちより古くから使われており、地域の歴史をより正確に反映していると考えられる（以下の一覧ではこの方法を採用している）。この方法では、ブロンクスを次の二つの大区分に分ける：
- ウエスト・ブロンクス (en)：ブロンクス川 (en) より西のエリア（住所の上では、ブロンクスを南北に走るジェローム・アベニュー (en) を境にブロンクスの数字名の通りは西と東に分かれる。しかし、このアベニューはブロンクスのほぼ中央を南北に走るブロンクス川よりかなり西側にある。これは、ブロンクスの数字名の通りはマンハッタンの同名の通りから継続している形となっており、住所の東西を分けるラインはほぼマンハッタンの5番街の延長上と揃えているためである。）[要出典]
- イースト・ブロンクス (en)：ブロンクス川より東のエリア（住所上の東西を分けるのはジェローム・アベニュー）[要出典]

ブロンクス川はブロンクスのほぼ中央を走っている。その西側はより初期に定住が始まり、より都会であり、丘陵が多い。東側はより郊外で沿岸部である。これはブロンクスの歴史を正確に反映している。ニューヨーク市に併合される以前に存在していたブロンクスの町は全てブロンクス川より西側に作られていた。加えて、現在のブロンクスに当たる地域のニューヨーク市への併合は二段階に分かれて行われた：ブロンクス川より西のエリアは1874年に、ブロンクス川より東のエリアは1895年にニューヨーク市の一部となった。
この分割方法では、さらに細かくその地域を分けることができる：
- ノースウエスト・ブロンクス (Northeast Bronx)：ウエスト・ブロンクスの北半分。Fordham roadより北、ブロンクス川より西のエリア。
- サウスウエスト・ブロンクス (Southwest Bronx)：ウエスト・ブロンクスの南半分。Fordham roadより南、ブロンクス川より西のエリア。
- ノースイースト・ブロンクス (Northeast Bronx)：イースト・ブロンクスの北半分。Pelham Parkwayより北、ブロンクス川より東のエリア。
- サウスイースト・ブロンクス (Southeast Bronx)：イースト・ブロンクスの北半分。Pelham Parkwayより南、ブロンクス川より東のエリア。

二つ目の方法は、現在より一般的に用いられている区分法である。この方法では、ブロンクスを次の二つの大区分に分ける：
- サウス・ブロンクス：上の区分法のサウスウエスト・ブロンクスと一致する。Fordham roadより南、ブロンクス川より西のエリア。
- ノース・ブロンクス (en)：サウス・ブロンクス（サウスウエスト・ブロンクス）以外の地域。上の区分法のノースウエスト・ブロンクス、ノースイースト・ブロンクス、およびサウスイースト・ブロンクス。

2012年現在のおおまかなブロンクスの近隣住区の一覧を以下に示す：

## ウエスト・ブロンクス

### ノースウエスト・ブロンクス
- リバーデイル
  - フィールドストン (Fieldston)
  - スパイテン・ダイヴィル (Spuyten Duyvil) / サウス・リバーデイル (South Riverdale)
  - セントラル・リバーデイル (Central Riverdale)
  - ノース・リバーデイル (North Riverdale)
- キングスブリッジ (Kingsbridge)
  - キングスブリッジ・ハイツ (Kingsbridge Heights)
  - ヴァン・コートランド・ヴィレッジ (Van Cortlandt Village)
- マーブル・ヒル (Marble Hill)（行政区としてはマンハッタン区に含まれるが、地理的にはブロンクス区と隣接しておりより結びつきが強い。）
- ノーウッド (Norwood)（以前のバインブリッジ (Bainbridge)）
- ベッドフォード・パーク (Bedford Park)
- フォーダム (Fordham)
- ベルモント (Belmont)（アーサー・アベニュー (Arthur Avenue)）
- ユニバーシティ・ハイツ (University Heights)

### サウスウエスト・ブロンクス
- ダウンタウン・ブロンクス（郡庁舎／ヤンキー・スタジアムのあるエリア）
  - コンコース (Concourse)
  - コンコース・ヴィレッジ (Concourse Village)†
- ハイ・ブリッジ (Highbridge)
- ハンツ・ポイント (Hunts Point)
- ロングウッド (Longwood)
- メルローズ (Melrose)
- モリス・ハイツ (Morris Heights)
- モーリセイニア (Morrisania)
  - イースト・モーリセイニア (East Morrisania)
  - クロトナ・パーク・イースト (Crotona Park East)
- モット・ヘイヴン (Mott Haven)
  - ポート・モリス (Port Morris)
  - ノース・ニューヨーク (North New York)（過去）
- ザ・ハブ (The Hub)
- トレモント (Tremont) / イースト・トレモント (East Tremont)
  - マウント・エデン(Mount Eden)
  - マウント・ホープ (Mount Hope)

## イースト・ブロンクス

### ノースイースト・ブロンクス
- ベイチェスター (Baychester)
- ブロンクスデイル (Bronxdale)
- イースト・チェスター (Eastchester)
- エデンワルド (Edenwald)
- インディアン・ヴィレッジ (Indian Village)
- ラコニア (Laconia)
- オリンヴィル (Olinville)
- モリス・パーク (Morris Park)
- ペルハム・ガーデンズ (Pelham Gardens)
- ペルハム・パークウェイ (Pelham Parkway)
- ヴァン・ネスト (Van Nest)
- ウェイクフィールド (Wakefield)
- ウィリアムズブリッジ (Williamsbridge)
- ウッドローン (Woodlawn)

### サウスイースト・ブロンクス
- ブロンクス・リバー (Bronx River)
- ブルックナー (Bruckner)
- キャッスル・ヒル (Castle Hill)
- クレイソン・ポイント (Clason Point)
- シティ・アイランド (City Island)
- コープ・シティ (Co-op City)
- カントリー・クラブ (Country Club)
- エッジウォーター・パーク (Edgewater Park)
- ハーディング・パーク (Harding Park)
- パークチェスター (Parkchester)
- ペルハム・ベイ (Pelham Bay)
  - ペルハム・ベイ・パーク (Pelham Bay Park) およびオーチャード・ビーチ (Orchard Beach)
- サウンドビュー (Soundview)
- スカヒラーヴィル (Schuylerville)
- スロッグス・ネック (Throggs Neck) （Throgs Neckと綴られることもある）
- ウエストチェスター・スクエア (Westchester Square)

## 小島
- ペラム諸島 (Pelham Islands) - ほとんどが無人である島の一群を指す歴史的な名称
  - ザ・ブラウジーズ (The Blauzes)
  - チムニー・スイープス島 (Chimney Sweeps Islands)
  - シティ島 (City Island) - 住民がいる唯一の島
  - ハート島 (Hart Island)
  - ハイ島 (High Island)
  - ラット島 (Rat Island)
- ハンター島 (Hunters Island) - 現在は島ではなく、ペルハム・ベイ・パーク (Pelham Bay Park) の一部
- ツイン島 (Twin Island) - 現在は島ではなく、ペルハム・ベイ・パーク (Pelham Bay Park) の一部
- ノース・ブラザー島 (North Brother Island)
- サウス・ブラザー島 (South Brother Island)
- ライカーズ島 (Rikers Island) – ニューヨーク市の監獄が所在している